# Dánia az 1998. évi téli olimpiai játékokon
Dánia a japán Naganóban megrendezett 1998. évi téli olimpiai játékok egyik részt vevő nemzete volt. Az országot az olimpián 6 sportágban 12 sportoló képviselte, akik összesen 1 érmet szereztek. Dánia első érmét szerezte a téli olimpiai játékok történetében.

## Érmesek
| Érem  | Versenyző                                                                 | Sportág | Versenyszám |
| ----- | ------------------------------------------------------------------------- | ------- | ----------- |
| Ezüst | Jane Bidstrup Dorthe Holm Helena Blach Lavrsen Margit Pörtner Trine Qvist | Curling | Női         |

## Alpesisí
Férfi
| Versenyző       | Versenyszám            | 1. futam      | 1. futam      | 2. futam | 2. futam | Összesítés | Összesítés |
| Versenyző       | Versenyszám            | Idő           | Hely.         | Idő      | Hely.    | Idő        | Helyezés   |
| --------------- | ---------------------- | ------------- | ------------- | -------- | -------- | ---------- | ---------- |
| Tejs Broberg    | Óriás-műlesiklás       | 1:25,14       | 32.           | 1:22,00  | 26.      | 2:47,14    | 27.        |
| Tejs Broberg    | Szuperóriás-műlesiklás |               |               |          |          | 1:41,09    | 35.        |
| Arne Hardenberg | Műlesiklás             | nem ért célba | nem ért célba | kiesett  | kiesett  | kiesett    | kiesett    |

| Versenyző       | Versenyszám | Műlesiklás    | Műlesiklás    | Műlesiklás | Műlesiklás | Műlesiklás | Műlesiklás | Lesiklás | Lesiklás | Összesítés | Összesítés |
| Versenyző       | Versenyszám | 1. futam      | 1. futam      | 2. futam   | 2. futam   | Össz.      | Össz.      | Lesiklás | Lesiklás | Összesítés | Összesítés |
| Versenyző       | Versenyszám | Idő           | Hely.         | Idő        | Hely.      | Idő        | Hely.      | Idő      | Hely.    | Idő        | Helyezés   |
| --------------- | ----------- | ------------- | ------------- | ---------- | ---------- | ---------- | ---------- | -------- | -------- | ---------- | ---------- |
| Tejs Broberg    | Összetett   | nem ért célba | nem ért célba | kiesett    | kiesett    | kiesett    | kiesett    | kiesett  | kiesett  | kiesett    | kiesett    |
| Arne Hardenberg | Összetett   | nem ért célba | nem ért célba | kiesett    | kiesett    | kiesett    | kiesett    | kiesett  | kiesett  | kiesett    | kiesett    |

Női
| Katrine Hvidsteen | Műlesiklás       | 51,10         | 35.           | nem ért célba | nem ért célba | kiesett | kiesett | kiesett | kiesett |
| Katrine Hvidsteen | Óriás-műlesiklás | nem ért célba | nem ért célba | kiesett       | kiesett       | kiesett | kiesett |         |         |

## Curling

### Női
- Jane Bidstrup
- Dorthe Holm
- Helena Blach Lavrsen
- Margit Pörtner
- Trine Qvist

#### Eredmények
Csoportkör
| Nemzet           | Szkip                | Gy | V |
| ---------------- | -------------------- | -- | - |
| Kanada           | Sandra Schmirler     | 6  | 1 |
| Svédország       | Elisabet Gustafson   | 6  | 1 |
| Dánia            | Helena Blach Lavrsen | 5  | 2 |
| Nagy-Britannia   | Kirsty Hay           | 4  | 3 |
| Japán            | Ókucu Majumi         | 2  | 5 |
| Norvégia         | Dordi Nordby         | 2  | 5 |
| Egyesült Államok | Lisa Schoeneberg     | 2  | 5 |
| Németország      | Andrea Schöpp        | 1  | 6 |

- február 9., 9:00

| Sheet C            | Sheet C              | 1 | 2 | 3 | 4 | 5 | 6 | 7 | 8 | 9 | 10 | VE |
| 1. end utolsó köve | Németország (Schöpp) | 2 | 0 | 0 | 1 | 0 | 2 | 0 | 0 | 0 | 0  | 5  |
|                    | Dánia (Lavrsen)      | 0 | 1 | 0 | 0 | 1 | 0 | 1 | 1 | 1 | 1  | 6  |

- február 9., 19:00

| Sheet A            | Sheet A              | 1 | 2 | 3 | 4 | 5 | 6 | 7 | 8 | 9 | 10 | VE |
| 1. end utolsó köve | Dánia (Lavrsen)      | 1 | 1 | 1 | 0 | 0 | 2 | 0 | 2 | 2 | X  | 9  |
|                    | Nagy-Britannia (Hay) | 0 | 0 | 0 | 1 | 1 | 0 | 1 | 0 | 0 | X  | 3  |

- február 10., 14:00

| Sheet D            | Sheet D                | 1 | 2 | 3 | 4 | 5 | 6 | 7 | 8 | 9 | 10 | 11 | VE |
| 1. end utolsó köve | Svédország (Gustafson) | 0 | 0 | 0 | 1 | 0 | 0 | 0 | 2 | 1 | 0  | 1  | 5  |
|                    | Dánia (Lavrsen)        | 0 | 0 | 0 | 0 | 0 | 1 | 1 | 0 | 0 | 2  | 0  | 4  |

- február 11., 9:00

| Sheet A            | Sheet A            | 1 | 2 | 3 | 4 | 5 | 6 | 7 | 8 | 9 | 10 | VE |
|                    | Kanada (Schmirler) | 0 | 0 | 3 | 0 | 4 | 0 | 0 | 0 | 2 | X  | 9  |
| 1. end utolsó köve | Dánia (Lavrsen)    | 0 | 1 | 0 | 1 | 0 | 1 | 1 | 1 | 0 | X  | 5  |

- február 11., 19:00

| Sheet B            | Sheet B                        | 1 | 2 | 3 | 4 | 5 | 6 | 7 | 8 | 9 | 10 | VE |
|                    | Egyesült Államok (Schoeneberg) | 0 | 0 | 1 | 2 | 0 | 1 | 0 | 1 | 0 | X  | 5  |
| 1. end utolsó köve | Dánia (Lavrsen)                | 2 | 3 | 0 | 0 | 1 | 0 | 1 | 0 | 1 | X  | 8  |

- február 12., 14:00

| Sheet D            | Sheet D         | 1 | 2 | 3 | 4 | 5 | 6 | 7 | 8 | 9 | 10 | VE |
| 1. end utolsó köve | Dánia (Lavrsen) | 1 | 0 | 1 | 0 | 0 | 1 | 1 | 0 | 2 | X  | 6  |
|                    | Japán (Ókucu)   | 0 | 1 | 0 | 1 | 1 | 0 | 0 | 1 | 0 | X  | 4  |

- február 13., 9:00

| Sheet B            | Sheet B           | 1 | 2 | 3 | 4 | 5 | 6 | 7 | 8 | 9 | 10 | VE |
|                    | Dánia (Lavrsen)   | 2 | 0 | 1 | 0 | 1 | 1 | 2 | 1 | X | X  | 8  |
| 1. end utolsó köve | Norvégia (Nordby) | 0 | 1 | 0 | 2 | 0 | 0 | 0 | 0 | X | X  | 3  |

Elődöntő
| Sheet D            | Sheet D                | 1 | 2 | 3 | 4 | 5 | 6 | 7 | 8 | 9 | 10 | VE |
| 1. end utolsó köve | Dánia (Lavrsen)        | 1 | 0 | 0 | 1 | 2 | 2 | 1 | 0 | 0 | X  | 7  |
|                    | Svédország (Gustafson) | 0 | 0 | 2 | 0 | 0 | 0 | 0 | 2 | 1 | X  | 5  |

Döntő
| Sheet C            | Sheet C            | 1 | 2 | 3 | 4 | 5 | 6 | 7 | 8 | 9 | 10 | VE |
|                    | Dánia (Lavrsen)    | 0 | 2 | 0 | 0 | 0 | 0 | 2 | 0 | 1 | X  | 5  |
| 1. end utolsó köve | Kanada (Schmirler) | 3 | 0 | 0 | 1 | 1 | 1 | 0 | 1 | 0 | X  | 7  |

| Csapat | Helyezés |
| ------ | -------- |
| Dánia  |          |

## Műkorcsolya
| Versenyző        | Versenyszám  | Rövid program     | Rövid program | Rövid program | Kűr               | Kűr   | Kűr         | Összesítés         | Összesítés |
| Versenyző        | Versenyszám  | Több. hely. száma | Hely.         | Hely. pont.   | Több. hely. száma | Hely. | Hely. pont. | Helyezési pontszám | Helyezés   |
| ---------------- | ------------ | ----------------- | ------------- | ------------- | ----------------- | ----- | ----------- | ------------------ | ---------- |
| Michael Tyllesen | Férfi egyéni | 5×9+              | 9.            | 4,5           | 6×11+             | 11.   | 11,0        | 15,5               | 9.         |

## Síakrobatika
Mogul
| Versenyző     | Versenyszám | Selejtező | Selejtező | Döntő | Döntő    |
| Versenyző     | Versenyszám | Pont      | Helyezés  | Pont  | Helyezés |
| ------------- | ----------- | --------- | --------- | ----- | -------- |
| Anja Bolbjerg | Női         | 22,41     | 9.        | 22,09 | 13.      |

## Sífutás
Férfi
| Versenyző      | Versenyszám         | Eredmény  | Helyezés |
| -------------- | ------------------- | --------- | -------- |
| Michael Binzer | 10 km               | 30:14,2   | 46.      |
| Michael Binzer | 15 km üldözőverseny | 45:12,0   | 41.      |
| Michael Binzer | 30 km               | 1:49:42,2 | 58.      |
| Michael Binzer | 50 km               | 2:19:20,7 | 41.      |

## Snowboard
Giant slalom
| Versenyző      | Versenyszám | 1. futam | 1. futam | 2. futam | 2. futam | Összesítés | Összesítés |
| Versenyző      | Versenyszám | Idő      | Hely.    | Idő      | Hely.    | Idő        | Helyezés   |
| -------------- | ----------- | -------- | -------- | -------- | -------- | ---------- | ---------- |
| Mike Kildevæld | Férfi       | 1:02,75  | 17.      | 1:07,67  | 13.      | 2:10,42    | 15.        |